# Marion Byron
Marion Byron, née  Miriam Bilenkin le 16 mars 1911 à Dayton, dans l’Ohio, et morte le 5 juillet 1985 à Santa Monica, est une actrice américaine.

## Filmographie partielle
- 1928 : Feed 'em and Weep de Fred Guiol
- 1928 : Cadet d'eau douce (Steamboat Bill Jr.) de Buster Keaton et Charles Reisner
- 1928 : Plastered in Paris de Benjamin Stoloff
- 1929 : A Pair of Tights de Hal Yates produit par Hal Roach
- 1929 : The Forward Pass de Edward F. Cline
- 1929 : So Long Letty de Lloyd Bacon
- 1929 : Papillons de nuit (Broadway Babies) de Mervyn LeRoy
- 1930 : Playing Around  de Mervyn LeRoy
- 1930 : Golden Dawn  de Ray Enright
- 1930 : Chanson de l'Ouest  (Song of the West) de Ray Enright
- 1930 : The Bad Man de Clarence G. Badger
- 1931 : Girls Demand Excitement de Seymour Felix
- 1933 : Moi et le Baron (Meet the Baron) de Walter Lang
- 1933 : Breed of the Border de Robert N. Bradbury